# Aalten vasútállomás
Aalten vasútállomás vasútállomás Hollandiában, Aalten településen. Az állomást az Nederlandse Spoorwegen üzemelteti.

## Vasútvonalak
Az állomást az alábbi vasútvonalak érintik:
- Winterswijk-Zevenaar-vasútvonal

## Kapcsolódó állomások
A vasútállomáshoz az alábbi állomások vannak a legközelebb:
- Varsseveld vasútállomás
- Winterswijk vasútállomás
- Bredevoort railway station
- Miste Halt
- Lintelo Halt